# 山口町 (稲沢市)
山口町（やまぐちちょう）は、愛知県稲沢市の地名。

## 地理

### 交通
- 萩原道

## 歴史

### 沿革
- 1889年（明治22年） - 中島郡山口村が同郡四郷村大字山口となる[1]。
- 1902年（明治35年） - 光郷村大字山口となる[1]。
- 1906年（明治39年） - 明治村大字山口となる[1]。
- 1955年（昭和30年） - 稲沢市大字山口となる[1]。
- 1958年（昭和33年） - 稲沢市大字山口が同市山口町となる[1]。
- 1976年（昭和51年） - 一部が一色藤塚町に編入される[1]。
- 1977年（昭和52年） - 一部が中野宮町に編入される[1]。
- 1981年（昭和56年） - 一部が山口本町・山口宮前町・山口南町に編入される[1]。

### WEB
1. ↑  “読み仮名データの促音・拗音を小書きで表記するもの(zip形式) 愛知県” (zip).   日本郵便 (2024年2月29日). 2024年3月26日閲覧。
2. ↑  “市外局番の一覧” (PDF).   総務省 (2022年3月1日). 2022年3月22日閲覧。
3. ↑  “ナンバープレートについて”.   一般社団法人愛知県自動車会議所. 2024年1月21日閲覧。

### 書籍
1. 1 2 3 4 5 6 7 8  「角川日本地名大辞典」編纂委員会 1989, p. 1370.